# Chim Potoo
Chim potoo (Danh pháp khoa học: Nyctibius) là một chi chim thuộc họ đơn chi trong bộ Caprimulgiformes.. Chúng gồm các loài chim có họ hàng gần với họ Cú muỗi, đôi mắt của chim potoo có tròng vàng và con ngươi đen nổi bật, chúng rất nhát người.

## Các loài
- Nyctibius aethereus
- Nyctibius bracteatus
- Nyctibius grandis
- Nyctibius griseus
- Nyctibius jamaicensis
- Nyctibius leucopterus
- Nyctibius maculosus